# Гребёнки
Гребёнки — посёлок в Васильковском районе Киевской области.

## История
Село основано в 1612 году.
Являлось волостным центром Гребенской волости Васильковского уезда Киевской губернии Российской империи. В селе была Покровская церковь.
С 17 февраля 1935 года до 30 декабря 1962 года — центр Гребёнковского района Киевской области. 
В ходе Великой Отечественной войны в 1941 - 1943 гг. селение было оккупировано немецкими войсками.
С 29 января 1958 года - посёлок городского типа. В 1971 году здесь действовали сахарный завод, молочный завод и ремонтно-механический завод.
На 1 января 2013 года численность населения составляла 5784 человека.

## Транспорт
Находится в 12 км от железнодорожной станции Устиновка на линии Фастов — им. Тараса Шевченко.
Также через посёлок проходит шоссе "Киев - Одесса".